# Ігор Сілва
Ігор Сілва (порт. Igor Silva, нар. 21 серпня 1996, Ріо-де-Жанейро) — бразильський футболіст, правий захисник клубу «Лор'ян».

## Ігрова кар'єра
Народився 21 серпня 1996 року в місті Ріо-де-Жанейро. Вихованець клубу «Комерсіал-СП», за який з 2013 року став грати у Кубку Пауліста, а 2015 року дебютував у другому дивізіоні Ліги Пауліста.
У 2015 році Ігор відправився за кордон і вступив до академії грецького клубу «Астерас». У наступному сезоні його перевели до першої команди. За новий клуб бразилець провів два сезони, зігравши 34 гри і забивши один гол.
11 січня 2018 року Ігор приєднався до іншого місцевого клубу «Олімпіакоса», де мав замінити Діогу Фігейраша, що саме покинув пірейський клуб . Однак після того як «червоно-білих» навесні очолив новий тренер Педру Мартінш, бразилець не зумів закріпитись в команді і 18 липня 2018 року він приєднався на правах оренди до кіпрського клубу АЕК (Ларнака). Станом на 23 липня 2018 року відіграв за клуб з Ларнаки 9 матчів в національному чемпіонаті.

## Статистика виступів

### Статистика клубних виступів
| Сезон               | Команда             | Чемпіонат           | Чемпіонат | Чемпіонат | Національний кубок | Національний кубок | Національний кубок | Континентальні кубки | Континентальні кубки | Континентальні кубки | Інші змагання | Інші змагання | Інші змагання | Усього | Усього |
| Сезон               | Команда             | Ліга                | Ігор      | Голів     | Ліга               | Ігор               | Голів              | Ліга                 | Ігор                 | Голів                | Ліга          | Ігор          | Голів         | Ігор   | Голів  |
| ------------------- | ------------------- | ------------------- | --------- | --------- | ------------------ | ------------------ | ------------------ | -------------------- | -------------------- | -------------------- | ------------- | ------------- | ------------- | ------ | ------ |
| 2015–16             | «Астерас»           | СЛ                  | -         | -         | КН                 | 1                  | 0                  | ЛЄ                   | -                    | -                    | -             | -             | -             | 1      | 0      |
| 2016–17             | «Астерас»           | СЛ                  | 15        | 1         | КН                 | 4                  | 0                  | -                    | -                    | -                    | -             | -             | -             | 19     | 1      |
| 2017–18             | «Астерас»           | СЛ                  | 12        | 0         | КН                 | 2                  | 0                  | -                    | -                    | -                    | -             | -             | -             | 14     | 0      |
| Усього за «Астерас» | Усього за «Астерас» | Усього за «Астерас» | 27        | 1         |                    | 7                  | 0                  |                      | -                    | -                    |               | -             | -             | 34     | 1      |
| 2017–18             | «Олімпіакос»        | СЛ                  | 2         | 0         | КН                 | 0                  | 0                  | ЛЧ                   | -                    | -                    | -             | -             | -             | 2      | 0      |
| 2018–19             | АЕК (Ларнака)       | ЧК                  | 9         | 0         | КК                 | 0                  | 0                  | ЛЄ                   | 4                    | 0                    | -             | -             | -             | 13     | 0      |
| Усього за кар'єру   | Усього за кар'єру   | Усього за кар'єру   | 38        | 1         |                    | 7                  | 0                  |                      | 4                    | 0                    |               | -             | -             | 49     | 1      |